# دالي وليامز
دالي وليامز (بالإنجليزية: Dale Williams)‏ (25 فبراير 1987 المملكة المتحدة - ) هو لاعب كرة قدم بريطاني يلعب كلاعب وسط.

## روابط خارجية
- دالي وليامز على موقع قاعدة بيانات كرة القدم.إي يو (الإنجليزية)
- دالي وليامز على موقع Soccerbase.com (لاعب) (الإنجليزية)